# Hosťovce (Košice)
Hosťovce (em húngaro: Bódvavendégi) é um município da Eslováquia, situado no distrito de Košice-okolie, na região de Košice. Tem 4,83 km² de área e sua população em 2018 foi estimada em 205 habitantes.

## Demografia
| Ano:        | 1994 | 2004    | 2014   | 2024 |
| ----------- | ---- | ------- | ------ | ---- |
| Broj ljudi: | 220  | 191     | 200    | 218  |
| Razlika:    |      | -13,18% | +4,71% | +9%  |

| Ano:               | 2023 | 2024   |
| ------------------ | ---- | ------ |
| Número de pessoas: | 208  | 218    |
| Diferença:         |      | +4,80% |